# Autobusna linija br. 137 u Zagrebu
Linija 137 (Črnomerec – Donji Borčec) dnevna je autobusna linija u Zagrebu.
Prometuje na trasi: Črnomerec – Ilica – (Smjer A: Vrapčanska aleja; Smjer B: Ulica Franje Žagara → Vrapčanska ulica) – Bolnička cesta – Perjavica – Ulica Dominika Mandića – D. Mandića – Balunov put
Povezuje Borčec, Perjavicu i Vrapče s Črnomercem gdje se ostvaruje presjedanje na tramvaj.

## Vanjske poveznice
- Vozni red linije 137

1. ↑  Datoteke u GTFS formatu. zet.hr. Pristupljeno 5. lipnja 2025. - Sadrži informacije tijela javne vlasti u skladu s Otvorenom dozvolom